# Liparis nervosa
Liparis nervosa es una especie de orquídea originaria de los trópicos de  Asia, África y América. Es una especie de hábitos terrestres que crece en bosques y pastizales.

## Descripción
Es una orquídea de tamaño pequeño, que prefiere frío a caliente, tiene hábito terrestre o litofita  con un  pseudobulbo cilíndrico, cónico, que se encajona entre 4 y 5 vainas foliáceas verdes, basales, que se encuentran y descubren el bulbo antes de que el nuevo crecimiento se presente, con hojas lanceoladas a oblongo-elípticas , agudas, plegadas que cierran en la base. Florecer en el verano y el otoño en una inflorescencia terminal erecta, de 25 a 38 cm de largo, racemosa que tiene muchas flores, y que surgen con un crecimiento de un nuevo pseudobulbo. Esta orquídea es probablemente la más extendida de orquídeas en el mundo con una distribución pan-tropical.

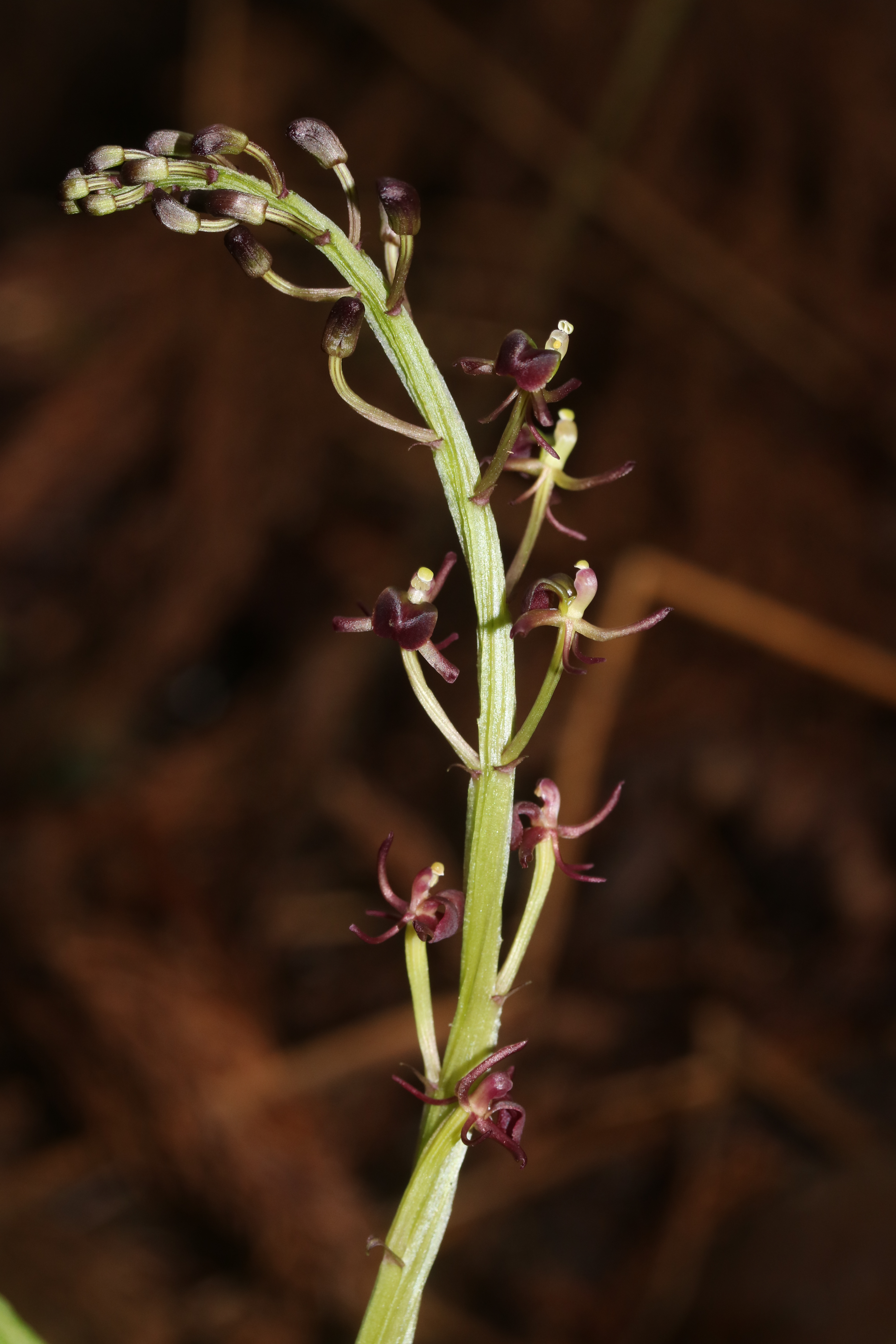
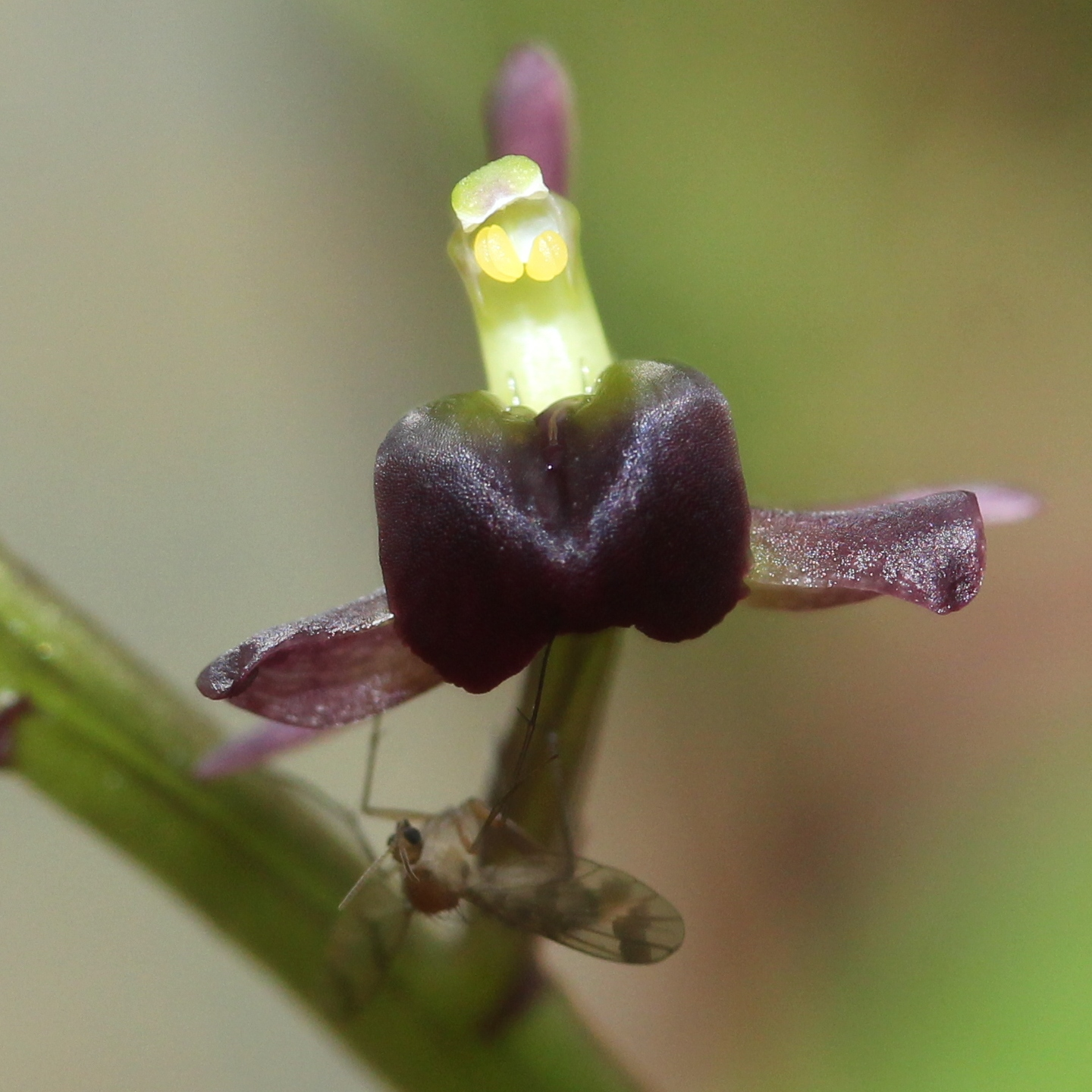
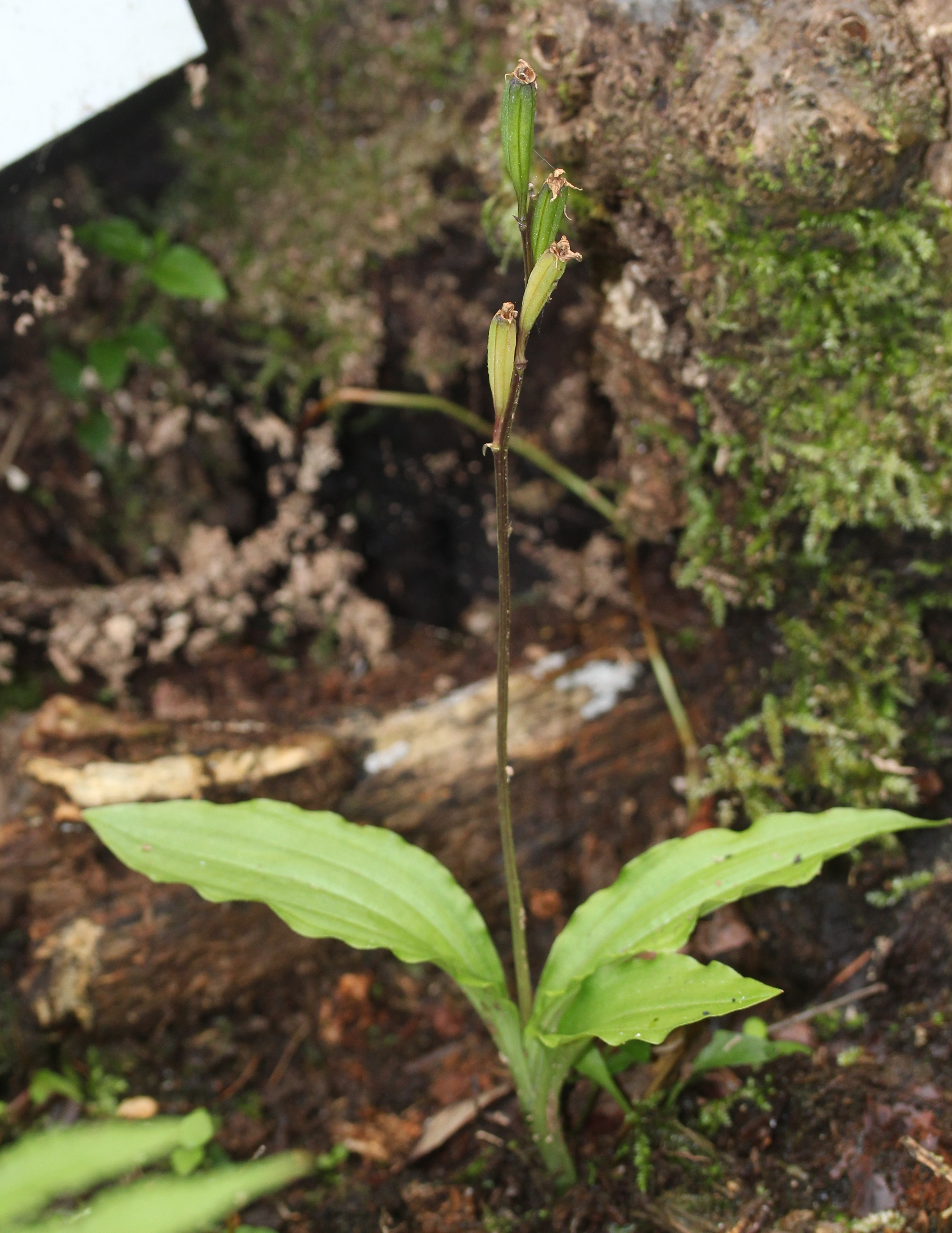
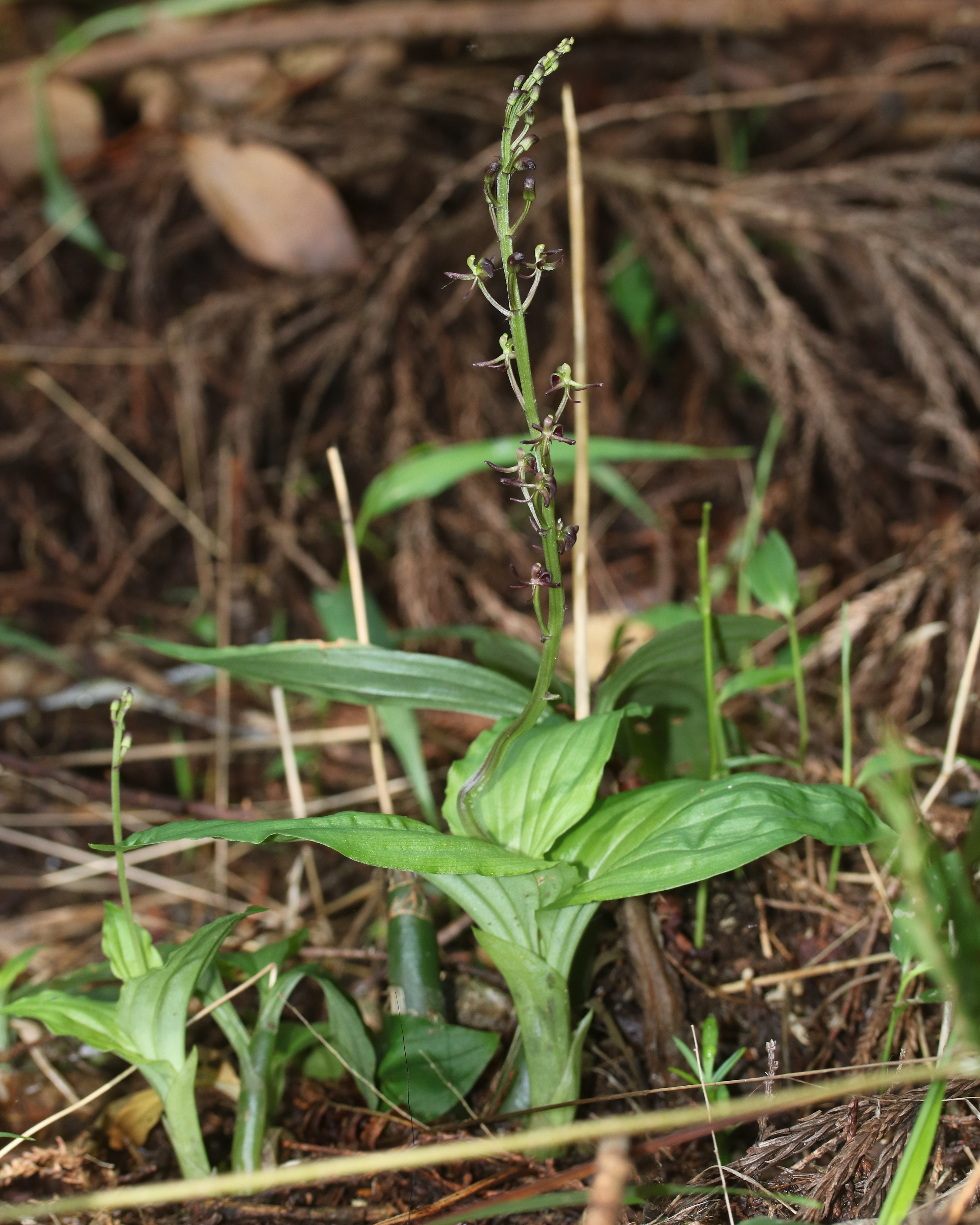

## Distribución y hábitat
Se encuentra en Benín, Ghana, Guinea-Bissau, Guinea, Costa de Marfil, Liberia, Nigeria, Senegal, Sierra Leona, Togo, Burundi, República Centroafricana, Camerún, Congo, Gabón, Islas del Golfo de Guinea, Ruanda, Zaire, Etiopía, Tanzania, Uganda, Angola, Zambia, Zimbabue, China, Japón, Corea, Ryukyu, Taiwán, Himalaya occidental, Sri Lanka, India, Assam, Bangladés, el Himalaya oriental, Birmania, Tailandia, Malasia, Camboya, Laos, Vietnam, Isla de Java, Molucas, Filipinas, Sumatra, Nueva Guinea, Islas Carolinas, Marianas, Florida, México, Belice, El Salvador, Guatemala, Honduras, Nicaragua, Costa Rica, Panamá, Cuba, República Dominicana, Haití, Jamaica, islas de Sotavento, Puerto Rico, Trinidad y Tobago, Guyana, Venezuela, Perú, Paraguay y Brasil, en regiones húmedas, del sotobosque, excepto en elevaciones más altas en el bosque nublado donde se puede encontrar expuesta en bancales, en elevaciones de 500 a 1800 metros.

## Propiedades
Liparis nervosa contiene pirrolizidina un alcaloide tumorígeno.

## Taxonomía
Liparis nervosa fue descrita por  ((Thunb.) Lindl. y publicado en The Genera and Species of Orchidaceous Plants 26. 1830.
Etimología
Liparis; nombre genérico latíno que deriva del griego Liparos (λιπαρός) que significa "grasa, rico o brillante." Este nombre se refiere a la textura (sensación) de las hojas de estas plantas: que se producen casi aceitosas y brillantes.
nervosa: epíteto latino que significa "nervuda".
Variedades
Tiene las siguientes variedades:
- Liparis nervosa subsp. granitica Carnevali & I.Ramírez, Novon 13: 411 (2003).
- Liparis nervosa var. khasiana (Hook.f.) P.K.Sarkar, J. Econ. Taxon. Bot. 5: 1008 (1984).
- Liparis nervosa subsp. nervosa.

Sinonimia
| - Cymbidium nervosum (Thunb.) Sw. - Diteilis nervosa (Thunb.) M.A.Clem. & D.L.Jones - Epidendrum nervosum (Thunb.) Thunb. - Iebine nervosa (Thunb.) Raf. - Leptorchis bituberculata (Lindl.) Kuntze - Leptorchis eggersii (Rchb. f.) Kuntze - Leptorchis elata (Lindl.) Kuntze - Leptorchis guineensis (Lindl.) Kuntze - Leptorchis kappleri (Rchb. f.) Kuntze - Leptorchis nervosa (Lindl.) Kuntze - Leptorchis odontostoma (Rchb. f.) Kuntze - Leptorchis odorata (Lindl.) Kuntze - Leptorchis olivacea (Lindl.) Kuntze - Leptorkis nervosa (Thunb.) Kuntze - Liparis bambusaefolia Makino - Liparis bicallosa var. hachijoensis Kitam. - Malaxis nervosa (Thunb.) Sw. - Ophrys nervosa Thunb. - Sturmia nervosa (Thunb.) Rchb.f. var. khasiana (Hook.f.) P.K.Sarkar - Liparis bituberculata var. khasiana Hook.f. - Liparis breviscapa A.P.Das & Lama - Liparis khasiana (Hook.f.) Tang & F.T.Wang subsp. nervosa - Cymbidium bituberculatum Hook. - Diteilis elata (Lindl.) M.A.Clem. & D.L.Jones | - Diteilis nepalensis Raf. - Leptorkis bituberculata (Hook.) Kuntze - Leptorkis eggersii (Rchb.f.) Kuntze - Leptorkis elata (Lindl.) Kuntze - Leptorkis guineensis (Lindl.) Kuntze - Leptorkis guingangae (Rchb.f.) Kuntze - Leptorkis kappleri (Rchb.f.) Kuntze - Leptorkis macrocarpa (Hook.f.) Kuntze - Leptorkis odontostoma (Rchb.f.) Kuntze - Liparis bambusifolia Makino - Liparis bituberculata (Hook.) Lindl. - Liparis cornicaulis Makino - Liparis eggersii Rchb.f. - Liparis elata Lindl. - Liparis guineensis Lindl. - Liparis guingangae Rchb.f. - Liparis hachijoensis Nakai - Liparis inundata (Barb.Rodr.) Cogn. - Liparis kappleri (Rchb.f.) Rchb.f. - Liparis macrocarpa Hook.f. - Liparis melanoglossa Schltr. - Liparis nyassana Schltr. - Liparis odontostoma Rchb.f. - Liparis rufina (Ridl.) Rchb.f. ex Rolfe - Liparis violaceonervosa Guillaumin - Sturmia bituberculata (Hook.) Rchb.f. - Sturmia kappleri Rchb.f. |